# Латыпов, Эдуард Ратмилевич
Эдуард Ратмилевич Латыпов (тат. Эдуард Ратмил улы Латыйпов) (род. 21 марта 1994, Гродно) — российский биатлонист, трёхкратный бронзовый призёр Олимпийских игр (2022), бронзовый призёр чемпионата мира (2021) и серебряный призёр чемпионата Европы (2020) по биатлону, призёр чемпионата мира по летнему биатлону, чемпион мира и Европы среди юниоров. Мастер спорта России международного класса (2016). На внутренних соревнованиях представляет Республику Башкортостан и ЦСКА. Первые тренеры — Шавалиев Марат Галиевич (лыжные гонки), Мишингин Валерий Ионович (биатлон). Тренер на взрослом уровне — Никитин Виктор Анатольевич.

## Ранние годы
Эдуард Латыпов родился 21 марта 1994 года в белорусском городе Гродно. Родители Эдуарда познакомились, когда будущий глава семьи служил в армии. Позже Эдуард, вместе с отцом Ратмилом, матерью Анной, старшим братом Русланом переехали на родину отца, в село Камышла Самарской области. Отец Эдуарда по национальности татарин. В детстве Эдуард пробовал заниматься футболом, баскетболом, волейболом, а также пение. К 9-му классу он увлёкся лыжными гонками и определился с будущей профессией. Неплохо разговаривает на татарском языке.
В первый год обучения Латыпов занимался на простеньких лыжах и поначалу проигрывал сверстникам, так как пришел в секцию позже всех. Первый в своей жизни лыжный сезон он завершил 3-м. Постепенно Эдуард подтянулся и стал занимать 1-е места на областных и районных соревнованиях. После окончания 10 класса в возрасте 16-ти лет он поступил в школу олимпийского резерва в Уфе в 2011 году.

### Юниорская карьера
В юниорских соревнованиях международного уровня участвовал с 2013 года. На чемпионате мира 2013 года в Обертиллиахе среди 19-летних стал четвёртым в эстафете, в личных видах лучший результат — 18-е место. В 2014 году среди 21-летних спортсменов стал серебряным призёром юниорского чемпионата Европы в смешанной эстафете и завоевал две бронзы чемпионата мира в эстафете и спринте.
В 2015 году на юниорском чемпионате Европы в Отепя стал чемпионом в гонке преследования и серебряным призёром — в спринте. На юниорском чемпионате мира в Раубичах завоевал два золота — в гонке преследования и эстафете.
Неоднократный чемпион и призёр первенств России в младших возрастах. Был капитаном юниорской сборной России.

### Взрослая карьера
С 2015 года участвует в Кубке IBU. Становился победителем и призёром этапов, первую победу в личных видах одержал в 2016 году в спринте на этапе в Осрбли. Участник чемпионатов Европы 2016 и 2018 годов.
В 2016 году был отстранён от соревнований за употребление милдроната, но позднее обвинения были сняты.
Чемпион России по летнему биатлону 2016 года в спринте. В 2017 году в этой же дисциплине стал серебряным призёром.
Победитель Всемирных военных игр 2017 года в гонке патрулей. На зимней Универсиаде 2017 года стал шестым в спринте и четвёртым — в пасьюте.
Дебютировал за основную сборную 6 декабря 2018 в индивидуальной гонке на первом этапе в Поклюке. Занял 99 место.
Первые кубковые очки за 15 место заработал в индивидуальной гонке в Кэнморе 7 февраля 2019 г.
Личный рекорд — 11-е место (спринт, Оберхоф, 8 января 2021). 10 января 2021 года победил в составе сборной России (Ульяна Кайшева, Светлана Миронова, Александр Логинов, Латыпов) в смешанной эстафете на этапе Кубка мира в Оберхофе, Латыпов на финише опередил норвежца Легрейда.
12-го и 14-го февраля 2021 года дважды обновил личный рекорд. На Чемпионате мира в словенской Поклюке в спринте занял 10-е место с одним промахом, проиграв победителю Мартину Понсилуоме 33,3 секунды, затем в гонке преследования стал 7-м с двумя промахами.
21 марта 2021 года на заключительном этапе кубка мира в масс-старте завоевал серебряную медаль с двумя промахами, проиграв победителю Симону Детье 8,9 секунд, и впервые попал в тройку призёров этапа Кубка мира в личных гонках.
На Кубке мира сезона 2021/2022 Латыпов занял 13 место в общекомандном зачете, показав прогресс в достижениях. Он выиграл 3 серебряные медали (за спринт и гонку преследования в Анси и эстафету в Антхольце, в которой он смог отыграть время на последних километрах дистанции у Эрика Перро и Лукаса Фрачера, несмотря на полученный штрафной круг) и 2 бронзовые (за эстафеты в Эстерсунде и Хохфильцене).
Из-за положительного теста на коронавирус и вакцинации неодобренным ВОЗ «Спутником V», Латыпов просидел на карантине 14 дней во время Кубка, пропустив два этапа (в Оберхофе и Рупольдинге). Под вопросом оказался и его вылет в Пекин вместе с российской командой, что ставило под вопрос само участие спортсмена в Олимпиаде 2022 года. Однако спортсмену удалось преодолеть эти проблемы и все-таки попасть в российскую сборную.

### Олимпиада 2022
5 февраля в Национальном центре биатлона, в Чжанцзякоу, проходили первые соревнования по биатлону в смешанной эстафете, где у российской сборной до этого дня не было ни одной олимпийской медали в этом виде. Российская команды выступала в составе Ульяны Нигматуллиной, Кристины Резцовой, Александра Логинова и Латыпова. Эдуард завершал гонку, и принял от Саши Логинова эстафету с отрывом 17 секунд от шведа и француза. На круге Эдуард держался уверенно и не позволял соперникам подойти ближе, так же получилось и на «лёжке». Россиянин допустил лишь один промах, и преимущество увеличилось до 22 секунд.
На втором круге шедшие позади Фийон-Майе и Йоханнес Бё стали догонять Латыпова. На «стойке» Эдуард допустил один промах, а француз отстрелял чисто. Россиянин сохранил лидерство, но Кентен был прямо за спиной. На последнем круге тройка лидеров (Латыпов, Фийон-Майе и Бё) шла бок о бок. Эдуард возглавлял пелотон вплоть до финишной прямой, но потом соперники выкатились из-за спины и обогнали спортсмена. Он, в составе смешанной эстафеты, принёс России первую бронзу Олимпиады 2022 года в биатлоне.

## Личная жизнь
Эдуард Латыпов женат с апреля Семья биатлониста живёт в Самаре. Родители и брат Эдуарда продолжают жить в Камышле.
Сезон 2020/2021
- 10 января 2021 года занял первое место в смешанной эстафете на этапе Кубка мира в Оберхофе.
- 23 января 2021 года занял третье место в эстафете на этапе Кубка мира в Антхольце.
- 20 февраля 2021 года занял третье место в эстафете на Чемпионате мира в Поклюке.
- 5 марта 2021 года занял второе место в эстафете на этапе Кубка мира в Нове-Место.
- 21 марта 2021 года занял второе место в масс-старте на этапе Кубка мира в Эстерсунде.

Сезон 2021/2022
- 2 декабря 2021 года занял четвёртое место в спринте на этапе Кубка мира в Эстерсунде.
- 4 декабря 2021 года занял третье место в эстафете на этапе Кубка мира в Эстерсунде.
- 12 декабря 2021 года занял третье место в эстафете на этапе Кубка мира в Хохфильцене.
- 17 декабря 2021 года занял второе место в спринте на этапе Кубка мира в Анси.
- 18 декабря 2021 года занял второе место в гонке преследования на этапе Кубка мира в Анси.
- 23 января 2022 года занял второе место в эстафете на этапе Кубка мира в Антхольце.
- 5 февраля 2022 года занял третье место в смешанной эстафете на Олимпийских играх в Пекине.
- 13 февраля 2022 года занял третье место в гонке преследования на Олимпийских играх в Пекине
- 15 февраля 2022 года занял третье место в эстафете на Олимпийских играх в Пекине.

#### Сезон 2022/2023
- 8 декабря 2022 года занял первое место в спринте на этапе Кубка России в Тюмени.
- 11 декабря 2022 года занял третье место в масс-старте на этапе Кубка России в Тюмени.
- 15 декабря 2022 года занял второе место в индивидуальной гонке на этапе Кубка России в Уфе.
- 20 января 2023 года занял третье место спринте на этапе Кубка Содружества в Раубичах.
- 21 января 2023 года занял первое место в гонке преследования на этапе Кубка Содружества в Раубичах.
- 26 января 2023 года занял первое место спринте на этапе Кубка Содружества в Раубичах.
- 28 января 2023 года занял первое место в гонке преследования на этапе Кубка Содружества в Раубичах.
- 29 января 2023 года занял первое место в масс-старте на этапе Кубка Содружества в Раубичах.
- 17 февраля 2023 года занял первое место в спринте на этапе Кубка России в Чайковском.
- 18 февраля 2023 года занял первое место в гонке преследования на этапе Кубка России в Чайковском.
- 9 марта 2023 года занял первое место в спринте на этапе Кубка Содружества в Тюмени.
- 11 марта 2023 года занял первое место в гонке преследования на этапе Кубка Содружества в Тюмени.
- 12 марта 2023 года занял первое место в масс-старте на этапе Кубка Содружества в Тюмени.
- 27 марта 2023 года занял третье место в спринте на этапе Чемпионата России в Ханты-Мансийске.
- 28 марта 2023 года занял первое место в гонке преследования на этапе Чемпионата России в Ханты-Мансийске.

Сезон 2023/2024
- 1 декабря 2023 года занял первое место в спринте на этапе Кубка России в Ханты-Мансийске.
- 2 декабря 2023 года занял третье место в гонке преследования на этапе Кубка России в Ханты-Мансийске.
- 3 декабря 2023 года занял первое место в масс-старте на этапе Кубка России в Ханты-Мансийске.
- 16 декабря 2023 год занял первое место в спринте на этапе Кубка Содружества в Уфе.
- 17 декабря 2023 год занял третье место в гонке преследования на этапе Кубка Содружества в Уфе.

## Результаты на крупнейших соревнованиях

### Олимпийские игры
| ОИ         | Спр | Пр | Инд | МС | Эст | СМ |
| ---------- | --- | -- | --- | -- | --- | -- |
| Пекин 2022 | 11  | 3  | 11  | 19 | 3   | 3  |

### Чемпионаты мира
| ЧМ               | Спр | Пр | Инд | МС | Эст | СМ | ОСЭ |
| ---------------- | --- | -- | --- | -- | --- | -- | --- |
| Антерсельва 2020 | ―   | ―  | 43  | —  | —   | —  | ―   |
| Поклюка 2021     | 10  | 7  | ―   | 14 | 3   | 9  | ―   |

## Статистика выступлений в Кубке мира
| #  | Дата           | Место   | Вид                | Стрельба | Примечания |
| -- | -------------- | ------- | ------------------ | -------- | ---------- |
| 1. | 10 января 2021 | Оберхоф | Смешанная эстафета | 0+0 0+2  | Кубок мира |

| #  | Дата            | Место      | Вид                 | Стрельба | Примечания |
| -- | --------------- | ---------- | ------------------- | -------- | ---------- |
| 1. | 21 марта 2021   | Эстерсунд  | Масс-старт          | 0+0+2+0  | Кубок мира |
| 2. | 5 марта 2021    | Нове-Место | Эстафета            | 0+0 0+0  | Кубок мира |
| 3. | 17 декабря 2021 | Анси       | Спринт              | 0+0      | Кубок мира |
| 4. | 18 декабря 2021 | Анси       | Гонка преследования | 0+1+1+0  | Кубок мира |
| 5. | 23 января 2022  | Антхольц   | Эстафета            | 1+3 1+0  | Кубок мира |

| #  | Дата            | Место Эстерсунд | Вид                 | Стрельба | Сек     | Победитель | Примечания |
| -- | --------------- | --------------- | ------------------- | -------- | ------- | ---------- | ---------- |
| 1. | 8 февраля 2019  | Кэнмор          | Эстафета (2 этап)   | 0+0 0+0  | +1:16.6 | Норвегия   | Кубок мира |
| 2. | 23 января 2021  | Антхольц        | Эстафета (4 этап)   | 0+0 0+3  | +50,8   | Франция    | Кубок мира |
| 3. | 4 декабря 2021  | Эстерсунд       | Эстафета (4 этап)   | 0+1 1+3  | +1:14.5 | Норвегия   | Кубок мира |
| 4. | 12 декабря 2021 | Хохфильцен      | Эстафета (4 этап)   | 0+1 0+1  | +47,3   | Норвегия   | Кубок мира |
| 5. | 5 февраля 2022  | Пекин           | Эстафета (4 этап)   | 0+1 0+1  | +1,5    | Норвегия   | ОИ         |
| 6. | 13 февраля 2022 | Пекин           | Гонка преследования | 0+0+0+1  | +34,2   | Франция    | ОИ         |
| 7. | 15 февраля 2022 | Пекин           | Эстафета (4 этап)   | 0+0 2+3  | +45,6   | Норвегия   | ОИ         |

### Результаты выступлений
| 2021/2022 Итоги | 2021/2022 Итоги | Эстерсунд | Эстерсунд | Эстерсунд | Эстерсунд | Эстерсунд | Хохфильцен | Хохфильцен | Хохфильцен | Анси | Анси | Анси | Оберхоф | Оберхоф | Оберхоф | Оберхоф | Рупольдинг | Рупольдинг | Рупольдинг | Антхольц | Антхольц | Антхольц | ОИ Пекин (*) | ОИ Пекин (*) | ОИ Пекин (*) | ОИ Пекин (*) | ОИ Пекин (*) | ОИ Пекин (*) | Контиолахти | Контиолахти | Контиолахти | Отепя | Отепя | Отепя | Отепя | Осло | Осло | Осло |
| Очков           | Место           | Инд       | Спр       | Спр       | Эст       | Пр        | Спр        | Пр         | Эст        | Спр  | Пр   | МС   | Спр     | См      | Осм     | Пр      | Спр        | Эст        | Пр         | Инд      | МС       | Эст      | См           | Инд          | Спр          | Пр           | Эст          | МС           | Эст         | Спр         | Пр          | Спр   | МС    | См    | Осм   | Спр  | Пр   | МС   |
| 348             | 26              | 7         | 11        | 4         | 3         | 11        | 9          | 12         | 3          | 2    | 2    | 12   | —       | —       | —       | —       | —          | —          | —          | —        | 25       | 2        | 3            | 11           | 11           | 3            | 3            | 19           | —           | —           | —           | —     | —     | —     | —     | —    | —    | —    |

| 2020/2021Итоги | 2020/2021Итоги | Контиолахти | Контиолахти | Контиолахти | Контиолахти | Контиолахти | Хохфильцен | Хохфильцен | Хохфильцен | Хохфильцен | Хохфильцен | Хохфильцен | Оберхоф | Оберхоф | Оберхоф | Оберхоф | Оберхоф | Оберхоф | Оберхоф | Антхольц | Антхольц | Антхольц | ЧМ Поклюка | ЧМ Поклюка | ЧМ Поклюка | ЧМ Поклюка | ЧМ Поклюка | ЧМ Поклюка | ЧМ Поклюка | Нове-Место | Нове-Место | Нове-Место | Нове-Место | Нове-Место | Нове-Место | Нове-Место | Эстерсунд | Эстерсунд | Эстерсунд |
| Очков          | Место          | Инд         | Спр         | Спр         | Эст         | Пр          | Спр        | Эст        | Пр         | Спр        | Пр         | МС         | Спр     | Пр      | См      | ОСм     | Спр     | Эст     | МС      | Инд      | МС       | Эст      | См         | Спр        | Пр         | Инд        | ОСм        | Эст        | МС         | Эст        | Спр        | Пр         | Спр        | Пр         | См         | ОСм        | Спр       | Пр        | МС        |
| 491            | 18             | 43          | 20          | 46          | 4           | 21          | 21         | 4          | 24         | 30         | 29         | 23         | 11      | 22      | 1       | —       | 15      | 4       | 29      | 50       | 20       | 3        | 9          | 10         | 7          | —          | 11         | 3          | 14         | 2          | 10         | 23         | 25         | 21         | 7          | —          | 26        | 18        | 2         |

| 2019/2020 Итоги | 2019/2020 Итоги | Эстерсунд | Эстерсунд | Эстерсунд | Эстерсунд | Эстерсунд | Хохфильцен | Хохфильцен | Хохфильцен | Анси | Анси | Анси | Оберхоф | Оберхоф | Оберхоф | Рупольдинг | Рупольдинг | Рупольдинг | Поклюка | Поклюка | Поклюка | Поклюка | ЧМ Антхольц | ЧМ Антхольц | ЧМ Антхольц | ЧМ Антхольц | ЧМ Антхольц | ЧМ Антхольц | ЧМ Антхольц | Нове-Место | Нове-Место | Нове-Место | Контиолахти | Контиолахти | Контиолахти | Контиолахти | Холменколлен | Холменколлен | Холменколлен |
| Очков           | Место           | Сусм      | См        | Спр       | Инд       | Эст       | Спр        | Пр         | Эст        | Спр  | Пр   | МС   | Спр     | МС      | Эст     | Спр        | Пр         | Эст        | Сусм    | См      | Инд     | МС      | См          | Спр         | Пр          | Инд         | Сусм        | Эст         | МС          | Спр        | Эст        | МС         | Спр         | Пр          | Сусм        | См          | Спр          | Пр           | МС           |
| 74              | 52              | —         | —         | 25        | 50        | 4         | 75         | —          | 6          | 55   | 46   | —    | 48      | —       | 4       | 55         | 38         | 4          | 13      | —       | 24      | —       | —           | —           | —           | 43          | —           | —           | —           | 17         | 4          | 28         | 36          | 41          | отм         | отм         | отм          | отм          | отм          |

| 2018/2019 Итоги | 2018/2019 Итоги | Поклюка | Поклюка | Поклюка | Поклюка | Поклюка | Хохфильцен | Хохфильцен | Хохфильцен | Нове-Место | Нове-Место | Нове-Место | Оберхоф | Оберхоф | Оберхоф | Рупольдинг | Рупольдинг | Рупольдинг | Антхольц | Антхольц | Антхольц | Канмор | Канмор | Солт-Лейк-Сити | Солт-Лейк-Сити | Солт-Лейк-Сити | Солт-Лейк-Сити | ЧМ Эстерсунд | ЧМ Эстерсунд | ЧМ Эстерсунд | ЧМ Эстерсунд | ЧМ Эстерсунд | ЧМ Эстерсунд | ЧМ Эстерсунд | Холменколлен | Холменколлен | Холменколлен |
| Очков           | Место           | Сусм    | См      | Инд     | Спр     | Пр      | Спр        | Пр         | Эст        | Спр        | Пр         | МС         | Спр     | Пр      | Эст     | Спр        | Эст        | МС         | Спр      | Пр       | МС       | Инд    | Эст    | Спр            | Пр             | Сусм           | См             | См           | Спр          | Пр           | Инд          | Сусм         | МС           | Эст          | Спр          | Пр           | МС           |
| 26              | 72              | —       | —       | 99      | 43      | 41      | 82         | —          | 5          | —          | —          | —          | —       | —       | —       | —          | —          | —          | 98       | —        | —        | 15     | 3      | 48             | 45             | —              | —              | —            | —            | —            | —            | —            | —            | —            | 74           | —            | —            |

### Места в общем зачёте Кубка мира
| Сезон                    | Место |
| ------------------------ | ----- |
| 2018/2019                | 72    |
| 2019/2020                | 52    |
| 2020/2021                | 18    |
| 2021/2022                | 26    |
| 2022/2023 (Кубок России) | 3     |
| 2023/2024 (Кубок России) | 1     |

### Места в общем зачете Кубка России / IBU
| Сезон     | Место |
| --------- | ----- |
| 2018/2019 | 24    |
| 2019/2020 | 79    |
| 2020/2021 | —     |
| 2021/2022 | —     |
| 2022/2023 | 3     |
| 2023/2024 | 1     |

### Кубок России
| Сезон     | Место |
| --------- | ----- |
| 2022/2023 | 3     |
| 2023/2024 | 1     |

#### Кубок Содружества
| Сезон     | Место          |
| --------- | -------------- |
| 2022/2023 | 1 (1697 очков) |
| 2023/2024 |                |

### Результаты сезонов
| Сезон                         | Возраст | Общий          | Индивидуальная | Спринт         | Преследование  | Масс-старт     |
| ----------------------------- | ------- | -------------- | -------------- | -------------- | -------------- | -------------- |
| 2018/2019 Кубок IBU           | 24      | 24 (231 очко)  | 14 (53 очка)   | 25 (138 очков) | 37 (40 очков)  | —              |
| 2019/2020 Кубок МираКубок IBU | 25      | 52 (74 очка)   | 45 (17 очков)  | 45 (48 очка)   | 69 (3 очка)    | 47 (6 очков)   |
| 2019/2020 Кубок МираКубок IBU | 25      | 79 (70 очков)  | —              | 112 (13 очков) | 44 (29 очков)  | —              |
| 2020/2021 Кубок Мира          | 26      | 18 (491 очков) | —              | 16 (177 очков) | 21 (136 очков) | 16 (118 очков) |
| 2021/2022 Кубок Мира          | 27      | 26 (348 очков) | 21 (36 очков)  | 21 (158 очков) | 24 (113 очков) | 27 (41 очко)   |
| 2022/2023 Кубок России        | 28      | 3 (464 очка)   | 4 (81 очко)    | 4 (197 очков)  | 5 (99 очков)   | 6 (87 очков)   |
| 2023/2024 Кубок России        | 29      | 1 (168 очков)  |                | 1 (60 очков)   | 3 (48 очков)   | 1 (60 очков)   |

Статистика стрельбы
| Сезон          | 2019/2020 | 2020/2021 | 2021/2022 | 2022/2023 |
| -------------- | --------- | --------- | --------- | --------- |
| Положение лежа | 79,2 %    | 84 %      | 85 %      | 85 %      |
| Положение стоя | 80,1 %    | 84 %      | 83 %      | 84 %      |
| Общая точность | 79,65 %   | 84 %      | 84 %      | 84,5 %    |

## Награды
- Медаль ордена «За заслуги перед Отечеством» II степени (2022) — за высокие спортивные достижения, волю к победе, стойкость и целеустремлённость, проявленные на XXIV Олимпийских зимних играх 2022 года в городе Пекине (Китайская Народная Республика)[16]